# Glockengießerei Scheichel

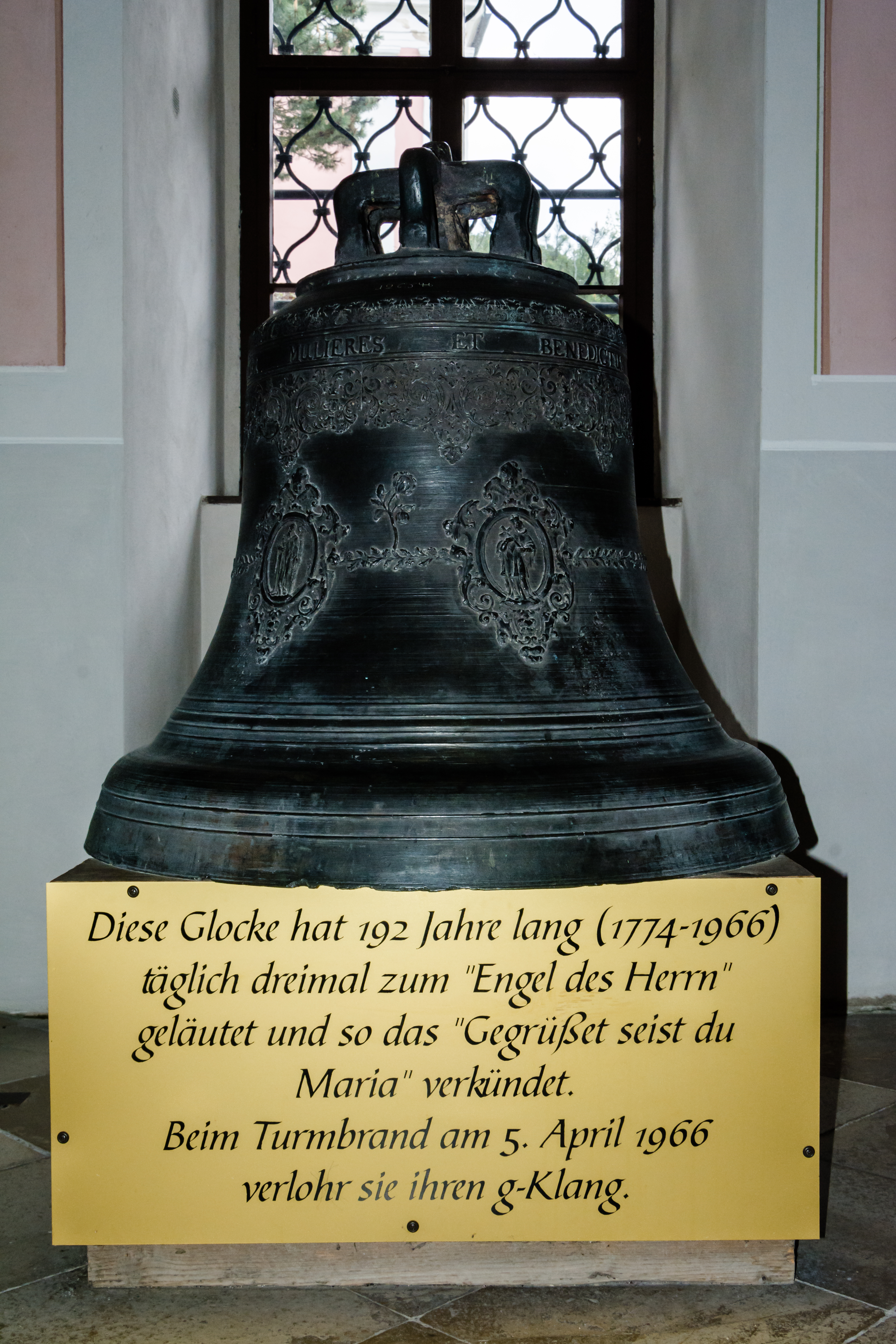
Glocke der Wallfahrtskirche Maria Langegg von Franz Joseph Scheichel (1774)

Die Glockengießerei Scheichel, auch Glockengießerei Scheichl, bestand von 1719 bis 1809 in Wien.
Die Gießerei stand im damaligen Vorort Leopoldstadt in der heute nach der Gießerei benannten Glockengasse auf Nr. 10.

## Inhaber
- Franz Ulrich Scheichel (* 1689; † 10. November 1758) erlernte den Glockenguss vermutlich bei Johann Baptist Dival in Wien und gründete 1719 seinen eigenen Betrieb
- Franz Josef Scheichel (* 1731; † 13. Juni 1786), Sohn von Franz Ulrich, übernahm den Betrieb von seinem Vater und führte ihn bis zu seinem Tod
- Theresia Scheichel († 18. November 1809), Gattin von Franz Josef, führte den Betrieb ihres verstorbenen Mannes weiter und gilt als bedeutendste weibliche Glockengießerin Österreichs. Mit ihrem Tod wurde die Glockengießerei eingestellt.

Johann Georg Scheichel, zweiter Sohn des Franz Ulrich, war ebenfalls Glockengießer. Er arbeitete zusammen mit Franz Anton Grieshaber für das Salemer Münster, ehe er sich um 1757 in Znaim niederließ und dort seinen eigenen Betrieb gründete.

## Glocken
Die Glocken aus der Werkstatt Scheichel gelangten in zahlreiche österreichische Kirchen, darunter mehrere in den Wiener Stephansdom. Geliefert wurde auch in den süddeutschen Raum, z. B. für das Salemer Münster.
Folgende bedeutende Werke sind erhalten:
- Große Glocke Bummerin des Stiftes Herzogenburg in Niederösterreich: gegossen 1719 von Franz Ulrich Scheichel, Durchmesser 188 cm, Gewicht 3.864 kg, Schlagton a0-4.
- Große Glocke Karl der Wiener Karlskirche: gegossen 1762 von Franz Josef Scheichel, Durchmesser 169 cm, Gewicht ca. 3.100 kg, Schlagton h0+2.
- Große Glocke der Wallfahrtskirche Maria Taferl in Niederösterreich: gegossen 1774 von Franz Josef Scheichel, Durchmesser 181 cm, Gewicht 3.735 kg, Schlagton h0-2.

Nur zum Teil erhalten ist das bedeutendste Werk des Franz Josef Scheichel, das ehemals 6-stimmige Geläute für den Wiener Stephansdom, gegossen 1772. Die Glocken 3 (Kantnerin), 4 (Feringerin), 5 (Bieringerin) und 6 (Churpötsch) im nördlichen Heidenturm bilden heute zusammen mit einer weiteren Glocke (Feuerin von Friedrich Gössner) das Nebengeläute des Domes. Es werden aber nur die Scheichel-Glocken miteinander geläutet, da die Feuerin klanglich nicht dazupasst.
Die Grundglocke des Scheichel-Geläuts (Viertelpummerin) war nach der Pummerin und der Halbpummerin, die beide nur solistisch verwendet wurden, die drittgrößte Domglocke. Mit einem Durchmesser von ca. 200 cm und einem Gewicht von ca. 4.500 kg hatte sie den Schlagton as0. Sie wurde 1884 umgegossen.
Die Glocke 2 des Scheichel-Geläuts (Zwölferin) hatte bei einem Durchmesser von 159 cm und einem Gewicht von 2.350 kg den Schlagton c1. Sie wurde beim Dombrand 1945 zerstört.